# مقاطعة كارسون (تكساس)

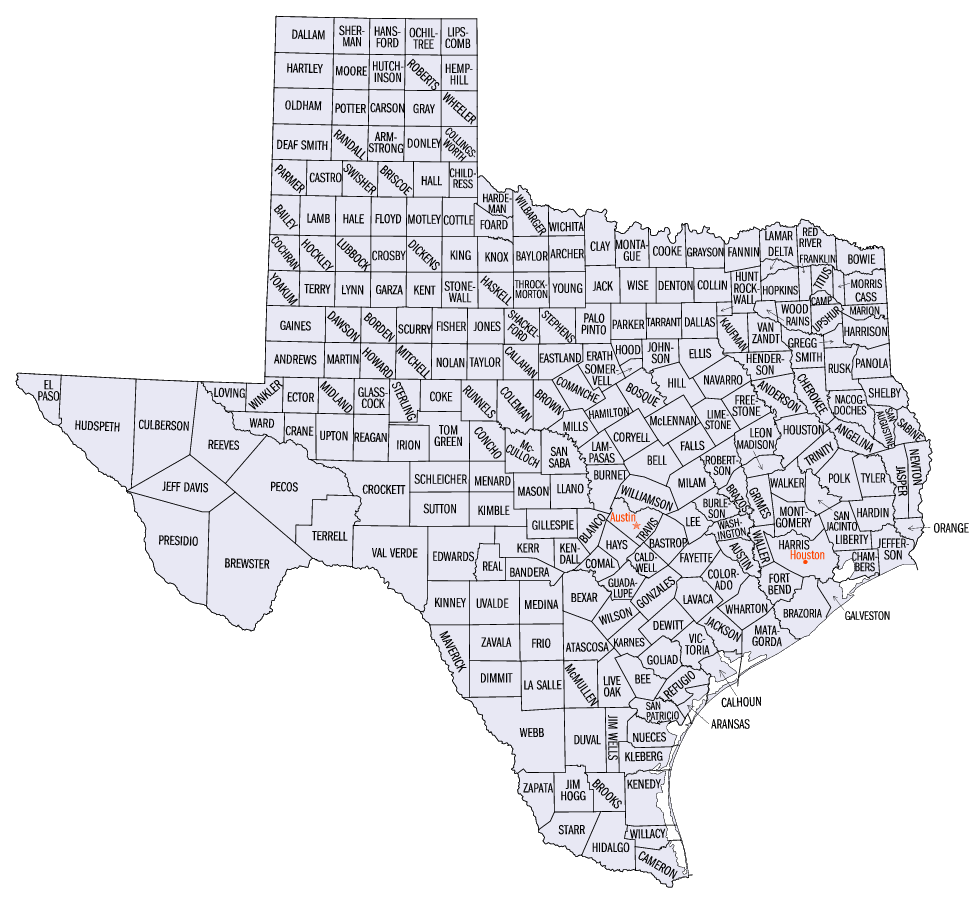
خارطة مقاطعات تكساس

مقاطعة كارسون (بالإنجليزية: Carson  County)‏ هي إحدى المقاطعات في ولاية تكساس، الولايات المتحدة الأمريكية.